# Chlamydopsis striatipennis
Chlamydopsis striatipennis är en skalbaggsart som beskrevs av Lea 1919. Chlamydopsis striatipennis ingår i släktet Chlamydopsis och familjen stumpbaggar. Inga underarter finns listade i Catalogue of Life.